# Eremobelba leporoides
Eremobelba leporoides är en kvalsterart som beskrevs av Arthur P. Jacot 1938. Eremobelba leporoides ingår i släktet Eremobelba och familjen Eremobelbidae. Inga underarter finns listade i Catalogue of Life.